# High End
High End — маркетинговый термин, обозначающий высочайший («элитный») класс, как правило, звукоусиливающего аппаратного и программного обеспечения. Предназначена для удовлетворения высоких запросов аудиофилов. 
Подобная, зачастую крайне дорогостоящая (нередко эксклюзивная), звуковоспроизводящая аппаратура  производится мелкосерийно или единично, иногда и самими аудиофилами.
В отличие от Hi-Fi, в номенклатуре современной радиоэлектроники для понятия «High End» отсутствуют регламентирующие стандарты, ГОСТы или другие характеристики, способные квалифицировать «High End» тем или иным образом.
Заявляемые производителем товары класса High End, как правило, имеют в своём составе только высококачественные компоненты, использование которых в некоторых случаях бывает экономически не обосновано. 
При разработке изделий класса High End применяются, как правило, самые современные, нередко «революционные» идеи для достижения максимально возможного положительного результата, иногда экономически нецелесообразные не только для массового производства, но и для ограниченной партии и рассчитанные на продвижение бренда в среде конкурентов. 

## Аудиоаппаратура

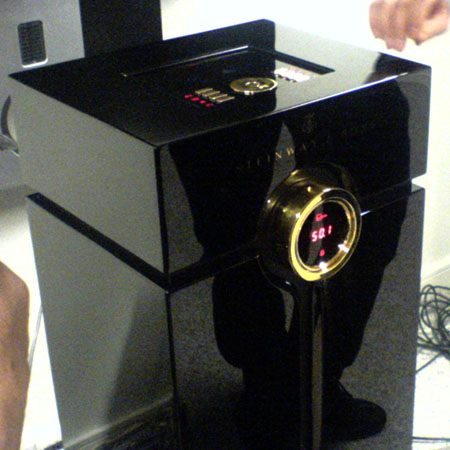
Усилитель класса хай-энд

В аппаратуре класса High End производители могут применять нетрадиционные, нестандартные технические решения, например ламповая или гибридная (лампово-транзисторная) схемотехника в усилителях, электростатические, контраппертурные или рупорные излучатели в акустических системах.
В общем случае аппаратурой High End считается Hi-Fi, изготовленный с применением компонентов, использование которых не является экономически обоснованным для серийной аппаратуры. Также под это понятие обычно подводят и аппаратуру ручного изготовления. В последнем случае это означает, что под ним может продвигаться какая угодно продукция, иногда не соответствующая никаким промышленным стандартам исполнения и даже заявленным характеристикам.
Пользователи и производители High End в описании и сравнении своей техники используют не числовые измерения параметров аппаратуры, которые можно подтвердить в любой лаборатории, а субъективные мнения нескольких слушателей, которые часто описывают различные особенности звучания одним и тем же нетехническим термином. Примеры используемых терминов: эмоциональный, мягкий, песочный, тёплый, холодный, прозрачный, голографическая точность, звуковое полотно  и т. д. Это сфера субъективизма и вкусовых пристрастий небольшой группы клиентов, готовых отдавать за свои увлечения очень большие деньги.
Аппаратуру High End выбирают не по характеристикам, а по маркам используемых радиодеталей и порой архаичным технологиям: будучи измеренной стандартными приборами, эта аппаратура может выдать не лучшие результаты.

## Цена
Для High End как единичной техники, в противоположность Hi-Fi как массовой, цена изделия не имеет такого же решающего значения (для Hi-Fi приоритетнее экономическая целесообразность). Поэтому обычно аппаратуру класса High End покупают либо аудиофилы-фанаты, готовые заплатить любую цену, либо состоятельные аудиофилы – экономическая целесообразность имеет при этом второстепенное значение, ибо High End – это уникальное решение, удовлетворяющее потребность конкретного «аудиофила».
В связи с высокой ценовой категорией изделий High End, а также идеологическим отсутствием требований по замерам характеристик непосредственными (электрическими) методами, которые не всегда могут отразить искажения на реальном сигнале, наряду с «заслуженными» изделиями выпускается некоторое количество неоправданно дорогих, красивых и «брендовых», но в реальности не настолько уникально звучащих компонентов. 
Известен факт выпуска массовых изделий высокого класса с компромиссом звучания в угоду экономической целесообразности. Даже среди производителей профессиональной техники высокого класса нередко встречаются весьма компромиссные решения.
Тем не менее изделия класса High End находят покупателя по трём причинам: во-первых, для многих High End — это прежде всего эксклюзивные вещи, во-вторых — некоторые люди утверждают, что действительно могут различать компоненты на слух, в-третьих — не многие люди могут себе позволить купить изделия класса High End.